# Коста-Рика на летних юношеских Олимпийских играх 2014
Коста-Рика на летних юношеских Олимпийских играх 2014, проходивших в китайском Нанкине с 16 по 28 августа, была представлена тремя спортсменами в трёх видах спорта.

## Состав и результаты

### Дзюдо
Коста-Рику представлял один спортсмен. Он был допущен после кадетского чемпионата мира по дзюдо 2013.

#### Индивидуальные состязания
| Спортсмен    | Дисциплина       | 1/16 финала             | 1/8 финала                    | Четвертьфиналы              | Полуфиналы               | Утешительный раунд 1        | Утешительный раунд 2        | Утешительный раунд 3        | Утешительный раунд 4        | Финал / Матч за третье место      | Место |
| Спортсмен    | Дисциплина       | Соперник Результат      | Соперник Результат            | Соперник Результат          | Соперник Результат       | Соперник Результат          | Соперник Результат          | Соперник Результат          | Соперник Результат          | Соперник Результат                | Место |
| ------------ | ---------------- | ----------------------- | ----------------------------- | --------------------------- | ------------------------ | --------------------------- | --------------------------- | --------------------------- | --------------------------- | --------------------------------- | ----- |
| Хулиан Санчо | До 66 кг (юноши) | Майлс США В 1001 — 0000 | Вавжичек Польша В 0101 — 0003 | Жикиянг Китай В 1000 — 0000 | Абе Япония П 0000 — 1000 | Пустой номер при жеребьёвке | Пустой номер при жеребьёвке | Пустой номер при жеребьёвке | Пустой номер при жеребьёвке | Турсунов Узбекистан П 0002 — 0102 | 5     |

#### Командные состязания
| Спортсмен | Дисциплина        | 1/8 финала                  | Четвертьфинал                             | Полуфиналы            | Финал                 | Место |
| Спортсмен | Дисциплина        | Соперник Результат          | Соперник Результат                        | Соперник Результат    | Соперник Результат    | Место |
| --- | ----------------- | --------------------------- | ----------------------------------------- | --------------------- | --------------------- | ----- |
| Команда «Руска» Амран Алжир Базиле Бразилия Дермишаин Армения Герчак Венгрия Ковац Хорватия Пастернак Польша Санчо Коста-Рика Темелькова Болгария | Смешанная команда | Пустое место при жеребьёвке | Смешанная команда (команда «Руж») П 2 — 5 | Завершили выступление | Завершили выступление | 5     |

### Плавание
Коста-Рику представлял один пловец.

#### Юноши
| Спортсмен       | Дисциплина         | Предварительный заплыв | Предварительный заплыв | Полуфинал            | Полуфинал            | Финал                | Финал                |
| Спортсмен       | Дисциплина         | Время                  | Место                  | Время                | Место                | Время                | Место                |
| --------------- | ------------------ | ---------------------- | ---------------------- | -------------------- | -------------------- | -------------------- | -------------------- |
| Арнольдо Эррера | 50 метров брассом  | 30,34                  | 33                     | Завершил выступление | Завершил выступление | Завершил выступление | Завершил выступление |
| Арнольдо Эррера | 200 метров брассом | 2:27,46                | 22                     | Не участвовал        | Не участвовал        | Завершил выступление | Завершил выступление |

### Триатлон
Коста-Рике тройственной комиссией было предоставлено одно место для участия.

#### Индивидуальные состязания
| Спортсмен             | Дисциплина | Плавание (750 м) | Смена 1 | Велогонка (20 км) | Смена 2 | Кросс (5 км) | Общее время | Место |
| --------------------- | ---------- | ---------------- | ------- | ----------------- | ------- | ------------ | ----------- | ----- |
| Ана Каталина Барахона | Девушки    | 10:23            | 0:53    | 33:23             | 0:53    | 21:24        | 1:06:27     | 26    |

#### Этапные состязания
| Спортсмен | Дисциплина         | Общее время для спортсмена (плавание — 250 м, велогонка — 6,6 км, кросс — 1,8 км) | Общее групповое время | Место |
| --- | ------------------ | --------------------------------------------------------------------------------- | --------------------- | ----- |
| Америка 4 Ана Каталина Барахона Коста-Рика Диего Лопес Акоста Мексика Мария Веласкес Сото Колумбия Брайан Мендоса Рамос Сальвадор | Смешанная эстафета | 24:05 20:37 24:39 21:07                                                           | 1:30:28               | 12    |